# 羅夢熊
羅夢熊，PDSM，PMSM（1960年—），香港警務處退休高層，官至警務處高級助理處長，掌管刑事及保安處。指揮家葉詠詩丈夫。

## 簡歷
羅夢熊在1960至1980年代就讀於民生書院幼稚園、民生書院小學及民生書院，與後來成為其妻子的指揮家葉詠詩是同屆同學（1977年畢業）。他刑事偵緝探員（CID）出身，曾任職於多區刑事偵緝部門。早年亦曾任新界北機動部隊指揮官，多次參與平定越南難民營的騷亂，之後調往機動部隊學校的教官（後曾致辭稱自己擔任過大隊長、總教官）。
2001年擔任有組織罪案及三合會調查科（俗稱「O記」）高層（高級警司），後升為署任主管（署理總警司）。期間參與的重大案件包括帶隊圍捕「賊王」季炳雄、陸羽茶室槍殺案、馬場炸彈案。
後曾任刑事情報科主管（期間正式升為總警司）、警察機動部隊訓練學校校長。2011年晉升為助理處長（刑事）。2012年末晉升為高級助理處長、刑事及保安處處長。
警司朱經緯於佔中運動期間襲擊途人一案，2017年判決時已退休的羅夢熊到場支持前下屬朱經緯。

## 獲頒榮譽
- 2010：香港警察榮譽獎章[16]
- 2015：香港警察卓越獎章[17]

## 個人生活
羅夢熊與葉詠詩育有一子一女，其中女兒羅洛家曾參加ViuTv選秀節目《全民造星IV》，兒子從事動畫相關工作。